# 高原蚁鵙
高原蚁鵙（学名：Thamnophilus pelzelni）是蚁鵙科蚁鵙属的一种，为巴西东部和中南部的特有种。高原蚁鵙曾是大物种蓝灰蚁鵙（T. punctatus）的亚种，但后来被从后者中分出，这一学名现单指现在的蓝灰蚁鵙。
高原蚁鵙的栖息地为低海拔的森林和疏林，特别是植物生长较为繁密的地区。